# 瑟库尔
瑟库尔（法語：Secourt，法語發音：[səkuʁ]；洛林语：Seco）是法国摩泽尔省的一个市镇，属于梅斯区。

## 地理
瑟库尔（48°56'50"N, 6°17'6"E）面积7.31 平方千米，位于法国大東部大區摩泽尔省，该省份为法国东北部内陆省份，是洛林的一部分，西南接默尔特-摩泽尔省，东临下莱茵省，北与卢森堡和德国接壤。
与瑟库尔接壤的市镇（或旧市镇、城区）包括：塞耶河畔马伊、萨伊-阿沙泰勒、圣瑞尔、索尔涅、维尼。

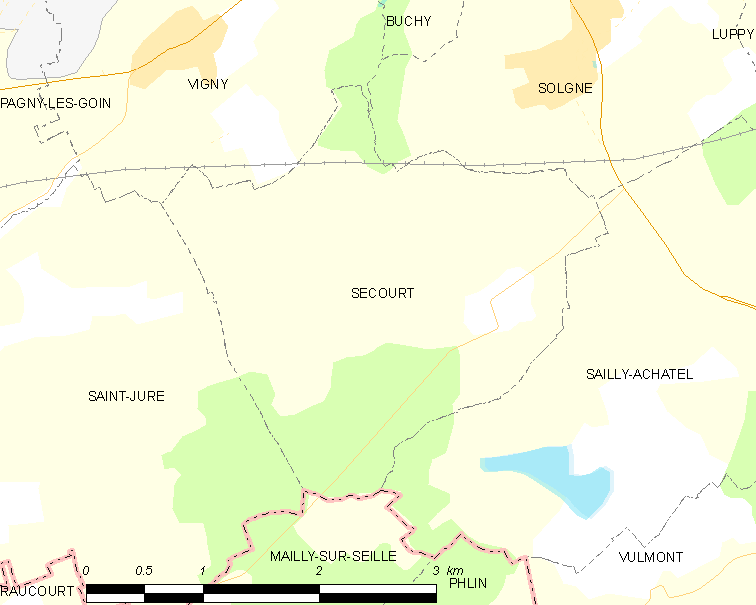
瑟库尔的OSM定位图

瑟库尔的时区为UTC+01:00、UTC+02:00（夏令时）。

## 行政
瑟库尔的邮政编码为57420，INSEE市镇编码为57643。

## 政治
瑟库尔所属的省级选区为索努瓦县。

## 人口

1962-2008年间瑟库尔人口变化图示

瑟库尔于2022年1月1日时的人口数量为202人。